# Mana (Computerspielreihe)
Mana, auch bekannt als Seiken Densetsu (jap. 聖剣伝説, dt. Die Legende des Heiligen Schwertes), ist eine japanische Action-Rollenspiel-Serie von Square, erschaffen von Koichi Ishii.
Ähnlich der Final-Fantasy-Reihe gibt es keine durchgehende, spielübergreifende Handlung, dennoch gibt es in den Spielen mehrere wiederkehrende Elemente, wie den Weltenbaum, das damit verbundene heilige Schwert und den Kampf gegen ein dunkles Imperium, das versucht dessen Macht an sich zu reißen.
Neben zahlreichen Spielen sind bisher auch eine fünfteilige Manga-Reihe, ein Roman und eine zwölfteilige Anime-Serie erschienen.

## Chronologie
Folgende Videospiele erschienen innerhalb der Seiken-Densetsu-Reihe:
| Name               | Originaltitel                          | Plattform                                                          | Erstveröffentlichung | Anmerkung                                                                                              |
| ------------------ | -------------------------------------- | ------------------------------------------------------------------ | -------------------- | --- |
| Mystic Quest       | Seiken Densetsu ~Final Fantasy Gaiden~ | Game Boy                                                           | 1991                 | |
| Secret of Mana     | Seiken Densetsu 2                      | Super Nintendo                                                     | 1993                 | |
| Trials of Mana     | Seiken Densetsu 3                      | Super Nintendo                                                     | 1995                 | |
| Legend of Mana     | Seiken Densetsu LEGEND of MANA         | PlayStation                                                        | 1999                 | |
| Sword of Mana      | Shin'yaku Seiken Densetsu              | Game Boy Advance                                                   | 2003                 | Remake von Mystic Quest (1991)                                                                         |
| Children of Mana   | Seiken Densetsu DS CHILDREN of MANA    | Nintendo DS                                                        | 2006                 | |
| Friends of Mana    | Seiken Densetsu FRIENDS of MANA        | Mobiltelefon                                                       | 2006                 | nur in Japan erschienen                                                                                |
| Dawn of Mana       | Seiken Densetsu 4                      | PlayStation 2                                                      | 2006                 | nur in Japan und den USA erschienen                                                                    |
| Heroes of Mana     | Seiken Densetsu HEROES of MANA         | Nintendo DS                                                        | 2007                 | |
| Circle of Mana     | Seiken Densetsu CIRCLE of MANA         | Android und iOS                                                    | 2013                 | nur in Japan erschienen                                                                                |
| Rise of Mana       | Seiken Densetsu RISE of MANA           | Android, iOS und PlayStation Vita                                  | 2014                 | nur in Japan erschienen                                                                                |
| Adventures of Mana | Seiken Densetsu ~Final Fantasy Gaiden~ | Android, iOS und PlayStation Vita                                  | 2016                 | 3D-Remake von Mystic Quest (1991)                                                                      |
| Secret of Mana     | Seiken Densetsu 2                      | Microsoft Windows, PlayStation 4 und PlayStation Vita              | 2018                 | 3D-Remake von Secret of Mana (1993)                                                                    |
| Collection of Mana | Seiken Densetsu COLLECTION             | Nintendo Switch                                                    | 2019                 | Spielesammlung bestehend aus den Originalversionen von Mystic Quest, Secret of Mana und Trials of Mana |
| Trials of Mana     | Seiken Densetsu TRIALS of MANA         | Microsoft Windows, Nintendo Switch, PlayStation 4, Android und iOS | 2020                 | 3D-Remake von Trials of Mana (1995)                                                                    |
| Legend of Mana     | Seiken Densetsu LEGEND of MANA         | Microsoft Windows, Nintendo Switch, PlayStation 4, Android und iOS | 2021                 | HD-Remaster von Legend of Mana (1999)                                                                  |
| Echoes of Mana     | Seiken Densetsu ECHOES of MANA         | Android und iOS                                                    | 2022                 | Der Online-Service wurde im Mai 2023 eingestellt                                                       |
| Visions of Mana    | Seiken Densetsu VISIONS of MANA        | Microsoft Windows, PlayStation 4, PlayStation 5, Xbox Series X/S   | 2024                 | |

## Vorgeschichte
Im Jahr 1987 kündigte Square in Japan ein Rollenspiel mit dem Titel Seiken Densetsu an. Es sollte auf fünf Datenträgern für das Famicom Disk System erscheinen, wurde aber aufgrund der sinkenden Popularität der Plattform und finanziellen Gründen eingestellt; stattdessen wurde das erste Final-Fantasy-Spiel veröffentlicht.

## Mystic Quest
Die erste Veröffentlichung unter dem Namen Seiken Densetsu: Final Fantasy Gaiden (聖剣伝説 ~ファイナルファンタシー外伝~) erschien 1991 für den Game Boy. In den Vereinigten Staaten erhielt es den Titel Final Fantasy Adventure und erschien einige Monate vor der US-amerikanischen Veröffentlichung von Final Fantasy II. In Europa wurde das Spiel Mystic Quest genannt.

### Remake
Im Februar 2016 ist unter dem Titel Adventures of Mana ein 3D-Remake für iOS, Android und Playstation Vita erschienen.

## Secret of Mana
Seiken Densetsu 2 (聖剣伝説2) wurde 1993 für das SNES veröffentlicht. Außerhalb von Japan wurde es als Secret of Mana vertrieben. Mithilfe des Multitap-Zubehörs können bis zu drei Spieler gleichzeitig spielen. Das Spiel wurde 2008 für die Virtual Console der Wii-Plattform wiederveröffentlicht.
Die Rahmenhandlung versetzt den Spieler in die Rolle eines jungen Mannes (in der iOS-Fassung Randi genannt), der aus Neugier das Siegel des Manaschwertes bricht und es so dunklen Kräften ermöglicht, auf die Erde zu gelangen. Als auserwählter Schwertträger ist er nun gezwungen, die alte Ordnung wiederherzustellen.
Im weiteren Verlauf trifft er auf eine junge Frau namens Primm und Elfe Popoi (in den deutschen Sprachfassungen ein Koboldmädchen), denen die Manakraft Zauberkräfte verleiht. Das Trio begibt sich auf eine Reise, um das Imperium daran zu hindern, die Manafestung zu reaktivieren um die Manakraft und somit die Welt zu unterwerfen.

### Remake
Am 15. Februar 2018 wurde ein 3D-Remake für die PlayStation 4 und Steam (PC) veröffentlicht, das neben einer verbesserten Grafik auch eine englische und japanische Sprachausgabe enthält.

## Trials of Mana
Trials of Mana erschien zunächst als Seiken Densetsu 3 (聖剣伝説3) 1995 für das Super Famicom exklusiv in Japan. Seit 1999 veröffentlichten Fans, u. a. unter dem Titel „Secret of Mana 2“, inoffizielle Übersetzungen des Spiels.
Am 1. Juni 2017 wurde Trials of Mana im Rahmen der Collection of Mana in Japan auch für Nintendo Switch veröffentlicht. Mit Erscheinen der Collection of Mana in Amerika und Europa am 11. Juni 2019 fand der dritte Teil der Mana-Reihe offiziell den Weg in den Westen.

### Remake
Im April 2020 wurde ein 3D-Remake von Trials of Mana PC, PlayStation 4 und Switch veröffentlicht.

## Legend of Mana
Legend of Mana wurde erstmals am 15. Juli in Japan unter dem Titel Seiken Densetsu: Legend of Mana für die PlayStation veröffentlicht. In Nordamerika erschien das Spiel am 7. Juni 2000. In Europa wurde das Spiel zunächst nicht veröffentlicht.

### Spielprinzip
Der Spieler kann zwischen einem männlichen und einem weiblichen Charakter auswählen. Anders als bei den Vorgängern spielt Legend of Mana nicht mehr in einer vorgegebenen, zusammenhängenden Spielwelt. Die Welt von Fa'Diel besteht zunächst aus einer freien Landkarte, im Laufe des Spiels kann man Artefakte finden und dort ablegen, damit entstehen neue Orte, an denen Aufgaben zu erfüllen oder Monster zu besiegen sind.

### Rezeption
Obwohl das Spiel mit einer deutlich besseren Grafik als seine Vorgänger aufwarten konnte, gelang es ihm in den Augen vieler Fans nicht, Seiken Densetsu 2 und 3 zu übertreffen. Viele Fans kritisierten den eingeschränkten Multiplayermodus, da man nun nur noch einen Hauptcharakter hatte und der zweite Spieler nur die verschiedenen wechselnden NPCs mit festem Equipment steuern konnte. Auch die in Events aufgegliederten drei Handlungsstränge waren nicht nach jedermanns Geschmack. Zu begründen ist der deutliche Unterschied zu anderen Seiken-Densetsu-Teilen dadurch, dass Legend of Mana lediglich ein Spin-off von Seiken Densetsu ist.

### Remake
Im Juni 2021 wurde die „HD-Remaster-Version“ von Legend of Mana weltweit veröffentlicht.

## Sword of Mana
Shin’yaku Seiken Densetsu (Shin’yaku, dt. Neues Testament) ist ein Remake des originalen Seiken Densetsus von 1991, welches damals für den Game Boy erschienen ist. In der Neuauflage wurden alle Final-Fantasy-Elemente aus dem Spielverlauf entfernt.
Zum Verkaufsstart in Japan wurde auch eine spezielle Shin’yaku Seiken Densetsu Game Boy Advance SPMANA BLUE EDITION (japanisch 新約 聖剣伝説 ゲームボーイアドバンスSPMANA BLUE EDITION) vertrieben, welche mittlerweile allerdings völlig vergriffen ist.
Man erlebt die stark ausgebauten Geschichten aus zwei verschiedenen Perspektiven: zum einen aus der Sicht des männlichen Hauptcharakters, zum anderen aus der Sicht des weiblichen Hauptcharakters. Dadurch kommen bei dem Mann einige Dialoge oder Passagen vor, welche aber dann nicht bei der Frau dabei sind und umgekehrt.
Es gibt mehrere Waffenarten, die gegen bestimmte Monster sehr effektiv sind: Schwert (besitzt nur der männliche Protagonist als anwählbare Waffe), Stab (besitzt nur der weibliche Protagonist als anwählbare Waffe), Bogen, Axt, Klaue, Kette, Sichel, Lanze und Flegel. Je nach gewählter Waffe ist auch die Bewegung des Angriffzaubers anders.
Wie schon in Mystic Quest wird der Spieler von wechselnden Partnern begleitet. Neben dem Helden und der Heldin gibt es noch den Gemma-Ritter Bogard, Willi, ein Freund der beiden Helden, den Barden Lester (im Spiel wird er als Minnesänger bezeichnet), seine Schwester Amanda und der Zwerg Watts. Bestimmte Werte können bei einem Level-Up erhöht werden, wobei man in Sword of Mana bestimmen kann, wann man die Werte erhöhen will. Anders als im Original sind die Elementargeister Illumi (Licht), Umbra (Dunkelheit), Vesuvio (Feuer), Aquaria (Wasser), Luna (Mond), Orka (Luft), Palmaria (Holz) und Gaius (Erde) dabei.
Eine Neuerung, welche aus Trials of Mana (Seiken Densetsu 3) übernommen wurde, war der Wechsel zwischen Tag und Nacht. Dies geschieht durch den Wechsel des Bildschirms in der Overworld, nicht in Städten. Bei manchen Stellen im Spiel ist es wichtig, diese bei Tag oder bei Nacht zu besuchen, um voranzukommen.

## Children of Mana
Children of Mana ist der erste Ableger der Serie für den Nintendo DS.
Das Spiel ist am 2. März 2006 in Japan erschienen. In Europa erschien das Spiel am 12. Januar 2007.

### Handlung
Die Handlung des Spiels selbst findet etwa zehn Jahre nach den Geschehnissen von Trials of Mana statt.

### Spielprinzip
Wie im Vorgänger kann der Spieler aus mehreren verschiedenen Spielfiguren (diesmal vier) wählen. Der Spieler selbst unternimmt seine Reisen allerdings nicht mehr direkt auf dem Fußweg, sondern besucht auf seiner Reise nur noch verschiedene Dungeons, durch die er sich durchkämpfen muss. Diese Dungeons sind in Zonen unterteilt. Nach jeweils 4 Zonen gibt es die Möglichkeit, das Spiel zu speichern.

## Dawn of Mana
Seiken Densetsu 4 ist ein Spiel der Seiken-Densetsu-Reihe und Teil des sogenannten „World of Mana“-Sammelwerkes (welches aus mehreren Spielen, die auf der Seiken-Densetsu-Reihe basieren, besteht). Es wurde für die Sony PlayStation 2 entwickelt und ist der erste Teil der Serie, der gänzlich dreidimensionale Grafik verwendet. Die Erstveröffentlichung war in Japan am 21. Dezember 2006. In Nordamerika erschien das Spiel unter dem Titel „Dawn of Mana“ am 22. Mai 2007.
In diesem Spiel erfahren wir den Ursprung der bösen Manamaid Anise und dass diese selbst nur eine willenlose Marionette des Dämons „Dark Lich“ geworden ist, der in fast jedem Spiel der Serie in Erscheinung tritt und somit das ultimative Böse in der Mana-Welt verkörpert.

## Heroes of Mana
Heroes of Mana erschien am 12. September 2007 in Deutschland und ist der erste Versuch Square Enix’, die Manawelt als Echtzeit-Strategiespiel darzustellen.

### Handlung
Die Geschichte spielt etwa 20 Jahre vor Seiken Densetsu 3 und stellt ein Prequel dar. In der Geschichte geht es um Roget, einen Soldaten aus Pedda ohne Gedächtnis an seine Kindheit, und seine Crew der Nighthawk. Im Verlauf der Geschichte decken sie die „Operation Psi“ auf, mit der der König von Pedda die Welt erobern will. So reist Roget mit seiner Einheit um die Welt, um die einzelnen Reiche vor der Gefahr zu warnen, wobei sich nach und nach weitere Charaktere der Crew, wie Loki, welcher auch in Seiken Densetsu 3 auftritt, anschließen.
Schließlich stellt sich heraus, dass Roget der Zwillingsbruder des Mirage-Bischofs ist, welcher der Drahtzieher der Operation Psi ist. Dieser will Anise, eine dem Bösen verfallenen Manamaid, wieder auferstehen lassen, was ihm auch letztendlich gelingt, jedoch wird dabei Pedda komplett zerstört. Am Ende besiegt Roget seinen Bruder und Anise mit dem Manaschwert. Aber die dunkle Manamaid schwört Rache.

### Spielprinzip
Gebäude lassen sich nur an Bord des Flugschiffs Nighthawk bauen, mit dem sich klassische Monster der Reihe, wie zum Beispiel ein Pogopuschel, beschwören und lenken; dabei sind auch die Benevodons, bis auf Zable Far, aus Seiken Densetsu 3 beschwörbar.

## Manga
Im Jahre 2000 verfasste Shiro Amano einen Manga namens Legend of Mana, welcher innerhalb von 5 Bänden in Japan erschien. Der Manga befasst sich inhaltlich auch mit der Thematik der Seiken-Densetsu-Reihe. 2003 veröffentlichte der deutsche Manga-Verlag Egmont Manga & Anime Legend of Mana in Deutschland.

## Legend of Mana: The Teardrop Crystal
Im Juni 2021 wurde von Square Enix zum 30. Jubiläum der Mana-Serie eine Anime-Serie angekündigt und ab Oktober 2022 auf Crunchyroll veröffentlicht.
| Nr. (ges.) | Nr. (St.) | Deutscher Titel               | Originaltitel             | Erstausstrahlung Japan | Deutschsprachige Erstausstrahlung (D) |
| ---------- | --------- | ----------------------------- | ------------------------- | ---------------------- | ------------------------------------- |
| 1          | 1         | Lapislazuli (Erster Teil)     | Lapis Lazuli (Part 1)     | 7. Okt. 2022           | 7. Okt. 2022                          |
| 2          | 2         | Lapislazuli (Letzter Teil)    | Lapis Lazuli (Part 2)     | 14. Okt. 2022          | 14. Okt. 2022                         |
| 3          | 3         | Der Rubin                     | Ruby                      | 21. Okt. 2022          | 21. Okt. 2022                         |
| 4          | 4         | Der Saphir                    | Sapphire                  | 28. Okt. 2022          | 28. Okt. 2022                         |
| 5          | 5         | Die weiße Perle               | White Pearl               | 4. Nov. 2022           | 4. Nov. 2022                          |
| 6          | 6         | Der Smaragd                   | Esmeralda                 | 11. Nov. 2022          | 11. Nov. 2022                         |
| 7          | 7         | Der Diamant                   | Diamond                   | 18. Nov. 2022          | 18. Nov. 2022                         |
| 8          | 8         | Die schwarze Perle            | Blackpearl                | 26. Nov. 2022          | 26. Nov. 2022                         |
| 9          | 9         | Alexandrite                   | Alexandrite               | 2. Dez. 2022           | 2. Dez. 2022                          |
| 10         | 10        | Der Fluorit                   | Fluorite                  | 9. Dez. 2022           | 9. Dez. 2022                          |
| 11         | 11        | Der Tear Stone (Erster Teil)  | Teardrop Crystal (Part 1) | 16. Dez. 2022          | 16. Dez. 2022                         |
| 12         | 12        | Der Tear Stone (Letzter Teil) | Teardrop Crystal (Part 2) | 23. Dez. 2022          | 23. Dez. 2022                         |

## Wiederkehrende Elemente
Neben dem Schwert und dem Manabaum tauchen bestimmte Elemente in jedem Teil der Serie auf.
- Eine Kreaturenart namens Rabi (ラビ), abgeleitet von rabbit (englisch Hase), im Amerikanischen Rabite – ein Wortspiel mit rabbit und bite (englisch beißen, Biss) – und in der deutschen Fassung „Pogopuschel“ genannt, stellt meistens den schwächsten Gegner des Spiels dar.
- Kanonen sind außerdem ein beliebtes Transportmittel.
- In allen Teilen finden sich Angehörige namens Nikīta (ニキータ) einer anthropomorphen Händler-Katzen-Gilde. In der englischen Version tragen sie den Namen Neko (von Japanisch ‚Katze‘, obwohl die japanische Fassung Nikīta verwendet) oder Nikita, in der deutschsprachigen Version „Raffi“ oder „Wucherkater“.